# Gedeon (Pokrowski)
Gedeon, imię świeckie Gierasim Pietrowicz Pokrowski (ur. 1844, zm. 1922) – rosyjski biskup prawosławny.
Był synem prawosławnego psalmisty. W 1869 ukończył seminarium duchowne w Orle. 13 lutego 1872 został wyświęcony na kapłana jako mężczyzna żonaty i podjął służbę w soborze Przemienienia Pańskiego w Wołchowie. W 1874, po śmierci żony, wstąpił do monasteru św. Jerzego w Mieszczowie i 7 kwietnia 1875 złożył w nim wieczyste śluby mnisze. Następnie podjął studia teologiczne w Kijowskiej Akademii Duchownej i po uzyskaniu tytułu kandydata nauk teologicznych został zaliczony w poczet członków rosyjskiej misji prawosławnej w Japonii. W seminarium duchownym w Tokio wykładał Pismo Święte i teologię moralną. W 1885 z powodu choroby wyjechał z Japonii. Od 1887 wykładał teologię zasadniczą, dogmatyczną i moralną w seminarium duchownym w Kazaniu. 23 sierpnia 1888 obronił pracę magisterską w dziedzinie teologii.
1 stycznia 1889 otrzymał godność archimandryty, zaś we wrześniu został rektorem prawosławnego seminarium duchownego w Chełmie. 12 stycznia 1892 został wyświęcony na biskupa lubelskiego, wikariusza eparchii chełmsko-warszawskiej. W 1896 odszedł w stan spoczynku. W 1899 został biskupem priłuckim, wikariuszem eparchii połtawskiej. W 1904 objął zarząd eparchii władykaukaskiej i mozdockiej. Szczególną wagę przywiązywał do pracy misyjnej na terenie eparchii.
W 1908 odszedł w stan spoczynku z powodu choroby. Zmarł w 1922.